# Ивняги
Ивняги — деревня в Луховицком районе Московской области. Деревня принадлежит к сельскому поселению Фруктовское, которое до 2004 года называлось Фруктовским сельским округом.
Деревня расположена на реке Вобля, практически в устье, где Вобля впадает в реку Ока. Находится в 5-6 км от посёлка Белоомут. Через деревню проходят автобусы, имеется три остановочных пункта.
Деревня упоминается в произведении Константина Паустовского «Блистающие облака». В деревне сохранилась часовня XIX века.

## История
Ранее село относилось к Зарайскому уезду Рязанской губернии. Первые упоминания о селе Ивняги относятся к XVIII веку. Традиционное исповедание жителей села — православное христианство.

## Достопримечательности

### Часовня
Из себя она представляет обычную деревенскую часовню, которая была приписана к Церкви Ильи Пророка в Озерицах. Часовня относилась к православной церкви, в настоящее время часовня не работает.

## Расположение
- Расстояние от административного центра поселения — посёлка Фруктовая
  - 6,5 км на северо-запад от центра посёлка
  - 8 км по дороге от границы посёлка
- Расстояние от административного центра района — города Луховицы
  - 11,5 км на восток от центра города
  - 14 км по дороге от границы города (через Новорязанское шоссе, Головачёво, Сельхозтехнику и Псотино)

## Улицы
В деревне имеются 6 улиц: Ключевая, Лесная, Нагорная, Новая, Озёрная и Центральная.